# Patty Duke
Patty Duke (New York, 1946. december 14. – Coeur d’Alene, 2016. március 29.) Oscar-díjas, Golden Globe-díjas és háromszoros Emmy-díjas amerikai színésznő.
Leghíresebb szerepe az A csodatevő című filmben volt, amit a színpadon és a mozivásznon is eljátszott, és elnyerte vele a legjobb női mellékszereplőnek járó Oscar-díjat. 1980-ban a televíziós adaptációjában a főszereplőt játszotta, amiért Primetime Emmy-díjjal jutalmazták. 
Duke jelentős karriert hagyott hátra a televíziós szakmában. Tinédzserként saját tévéműsora volt The Patty Duke Show címmel, rengeteg tévéfilmben és sorozatban szerepelt, amiért többszörösen jelölték Emmy-díjra. Karrierjét beárnyékolta mentális egészségének romlása, amit 1982-ben sikeresen azonosítottak bipoláris zavarként. Életéről és betegségéről két könyvet jelentetett meg. Patty Duke Mackenzie és Sean Astin színészek édesanyja volt.

## Élete
Duke 1946-ban született Anna Marie Duke néven New Yorkban. Apja, John taxisofőr volt, édesanyja, Frances pénztáros, három gyereket neveltek. Mikor Duke hatéves volt, édesapja elhagyta a családot.
Duke gyerekszínészként kezdte a karrierjét, eleinte tévésorozatokban, majd filmekben. 1959-ben immár Patty Duke-ként megkapta a vak és süket Helen Keller szerepét a The Miracle Worker című színdarabban. A nagysikerű darabot 1961-ben megfilmesítették, Anne Bancrofttal a főszerepben. Duke a filmben megismételte alakítását, és elnyerte érte a legjobb női mellékszereplőnek járó Oscar-díjat. 1963-ban saját televíziós műsora indult The Patty Duke Show címmel, amelyben egymásra megszólalásig hasonlító unokatestvéreket alakított, és a műsor közel 100 epizódot ért meg.
1967-ben Jacqueline Susann regényének feldolgozásában szerepelt a Valley of the Dolls-ban. 1970-ben egy várandós nőt játszott Az én édes Charliem című filmben, aki beleszeret egy afroamerikai férfiba. Játékával Primetime Emmy-díjat nyert. 1976-ban másodszor is Emmy-díjat nyert a Captain and the Kings című televíziós minisorozatért. 1979-ben a The Miracle Worker televíziós feldolgozásában is felbukkant, ezúttal a főszerepben, ami harmadik Emmy-díját jelentette.
1985-től 1988-ig a Screen Actors Guild-díj szervezetének az elnöke volt. Duke 1990-ben játszott a Call Me Anna című tévéfilmben, ami önéletrajza alapján készült. Duke egészen a haláláig aktív maradt, a kilencvenes években rengeteg tévéfilmben szerepelt, majd tévésorozatokban vendégszínészként alakított. 
Utolsó alakítása posztumusz jelent meg 2018-ban Power of the Air címmel.

### Magánélete
Duke két könyvet írt életéről. 1987-ben jelent meg a Call me Anna: The Autobiography of Patty Duke című könyve, amiről 1990-ben tévéfilm készült. A regényben leírja, hogy gyerekszínészként kihasználták a menedzserei, szexuálisan bántalmazták, és alkoholfüggővé tették. A gyermekként keresett pénze egy részét elköltötték. Duke azt is állította, hogy a menedzserei elragadták a családjától, hogy inkább velük éljen, és hatalmat gyakoroltak az élete felett. Duke ezért tinédzserként gyógyszerfüggőséggel és alkoholizmussal küzdött.
1965-ben feleségül ment Harry Falk társrendezőhöz a The Patty Duke Show-ból, hogy a két menedzsertől szabaduljon. Házassága végül 1969-ben válással végződött. Második házasságát 1970-ben kötötte, ami 13 nap után érvénytelenítve lett. Harmadik férje, John Astin 1972-ben lett párja, akivel két gyermeket neveltek fel. 
Két fia, Mackenzie és Sean Astin szintén színészek lettek.
Duke mentális egészsége ezidő alatt nem javult. 1982-ban bipoláris zavart diagnosztizáltak nála.  A színésznő betegségéről az 1992-ben megjelent második könyvében írt A Brilliant Madness: Living With Manic-Depressive Illness címmel. 1985-ben elvált harmadik férjétől. 1986-ban ment feleségül negyedik és utolsó férjéhez, Michael Pearce-hez, akivel haláláig együtt maradt.

## Filmográfia

### Szerepei a Broadwayn
- 1959–61: The Miracle Worker (Helen Keller)
- 1962: Isle of Children (Deirdre Striden)
- 2002–03: Oklahoma! (Eller néni)
- 2009–10: Wicked! San Franciscó-i turné (Madame Morrible)

### Filmes szerepek
| Év   | Cím                                      | Szerep                          | Magyar hangja |
| ---- | ---------------------------------------- | ------------------------------- | ------------- |
| 1958 | Country Music Holliday                   | Sis Brand                       |               |
| 1958 | The Goddess                              | Emily Ann Faulkner nyolc évesen |               |
| 1959 | 4D Man                                   | Marjorie Sutherland             |               |
| 1959 | Happy Anniversary                        | Debbie Walters                  |               |
| 1962 | A csodatevő                              | Helen Keller                    |               |
| 1965 | Billie                                   | Billie Carol                    |               |
| 1966 | The Daydreamer                           | Pöttöm Panna hangja             |               |
| 1967 | Valley of the Dolls                      | Neely O'Hara                    |               |
| 1969 | Én, Natalie (Me, Natalie)                | Natalie Miller                  | n.a           |
| 1972 | You'll Like My Mother                    | Francesca Kinsolving            |               |
| 1981 | By Design                                | Helen                           |               |
| 1986 | Willy/Milly                              | Doris Niceman                   |               |
| 1992 | Előjáték egy csókhoz (Prelude to a Kiss) | Mrs Boyle                       | Halász Aranka |
| 1999 | Kimberly                                 | Dr. Feinstenberger              |               |
| 2005 | Bigger Than the Sky                      | Mrs. Keene / Earlene            |               |
| 2008 | The Four Children of Tander Welch        | Susan Metler                    |               |
| 2012 | Amazing Love                             | Helen                           |               |
| 2018 | Power of the Air                         | Charlene Summers                |               |

### Televíziós szerepek
| Év        | Cím                                                                | Szerep                                        | Megjegyzés                               |
| --------- | ------------------------------------------------------------------ | --------------------------------------------- | ---------------------------------------- |
| 1956–59   | Armstrong Circle Theatre                                           | Gina / Angelina Rico / Marianne Doona         | 6 epizód                                 |
| 1957–58   | The DuPont Show of the Month                                       | fiatal Cathy Earnshaw                         | 2 epizód                                 |
| 1957–58   | Kraft Television Theatre                                           | Roberta / Betty                               | 4 epizód                                 |
| 1958      | Kitty Foyle                                                        | Molly Scharf                                  | ?                                        |
| 1958      | Swiss Family Robinson                                              | Lynda                                         | tévéfilm                                 |
| 1958      | Rendezvous                                                         | ?                                             | 1 epizód                                 |
| 1958–59   | The Brighter Day                                                   | ?                                             | 5 epizód                                 |
| 1958–62   | The United States Steel Hour                                       | több szerep                                   | 6 epizód                                 |
| 1959      | Meet Me in St. Louis                                               | Tootie Smith                                  | tévéfilm                                 |
| 1959      | Once Upon a Christmas Time                                         | Lori                                          | tévéfilm                                 |
| 1961      | The Power and the Glory                                            | Coral                                         | tévéfilm                                 |
| 1962      | Ben Casey                                                          | Janie Wahl                                    | 1 epizód                                 |
| 1963      | Wide Country                                                       | Cindy Hopkins                                 | 1 epizód                                 |
| 1963–66   | The Patty Duke Show                                                | több szerep                                   | 105 epizód                               |
| 1967      | The Virginian                                                      | Sue Ann McRae                                 | 1 epizód                                 |
| 1969      | Journey to the Unknown                                             | Barbara King                                  | 1 epizód                                 |
| 1969      | Journey to the Unknown                                             | Barbara King                                  | tévéfilm                                 |
| 1970      | Az én édes Charliem (My Sweet Charlie)                             | Marlene Chambers                              | tévéfilm, magyar hangja: Pogány Judit    |
| 1970      | Matt Lincoln                                                       | Sheila                                        | 1 epizód                                 |
| 1970      | The Cliff                                                          | Sheila                                        | tévéfilm                                 |
| 1971      | Two on a Bench                                                     | Macy Kramer                                   | tévéfilm                                 |
| 1971      | Night Gallery                                                      | Holly Schaeffer                               | 1 epizód                                 |
| 1971      | If Tomorrow Comes                                                  | Eileen Phillips                               | tévéfilm                                 |
| 1972      | She Waits                                                          | Laura Wilson                                  | tévéfilm                                 |
| 1972      | Deadly Harvest                                                     | Jenny                                         | tévéfilm                                 |
| 1972      | The Sixth Sense                                                    | Elizabeth                                     | 1 epizód                                 |
| 1972      | Owen Marshall, Counselor at Law                                    | Lois                                          | 1 epizód                                 |
| 1973      | Hawaii Five-O                                                      | Toni Walker                                   | 1 epizód                                 |
| 1973      | Ghost Story                                                        | Linda Colby                                   | 1 epizód                                 |
| 1974      | Nightmare                                                          | Jan Richards                                  | tévéfilm                                 |
| 1974      | The Wide World of Mystery                                          | Adelaide                                      | 1 epizód                                 |
| 1974      | The ABC Afternoon Playbreak                                        | Melanie Kline                                 | 1 epizód                                 |
| 1974–83   | Insight                                                            | különböző szerepek                            | 6 epizód                                 |
| 1975      | Police Story                                                       | Daniele                                       | 1 epizód                                 |
| 1975      | Police Woman                                                       | Larue Collins                                 | 1 epizód                                 |
| 1975      | Marcus Welby, M.D.                                                 | Kate Gannard                                  | 1 epizód                                 |
| 1976      | Phillip and Barbara                                                | Barbara Logan                                 | tévéfilm                                 |
| 1976      | The Streets of San Fransisco                                       | Susan Rosen                                   | 2 epizód                                 |
| 1976      | Look What's Happened to Rosemary's Baby                            | Rosemary Woodhouse                            | tévéfilm                                 |
| 1976      | Captains and the Kings                                             | Bernadette Hennessey Armagh                   | 6 epizód                                 |
| 1977      | Fire!                                                              | Dr. Peggy Wilson                              | tévéfilm                                 |
| 1977      | Rosetti and Ryan                                                   | Sylvia Crawford                               | 1 epizód                                 |
| 1977      | Curse of the Black Widow                                           | Laura Lockwood                                | tévéfilm                                 |
| 1977      | Killer on Board                                                    | Norma Walsh                                   | tévéfilm                                 |
| 1977      | The Storyteller                                                    | Sue Davidoff                                  | tévéfilm                                 |
| 1977–84   | Szerelemhajó (The Love Boat)                                       | Jane Fletcher / Lilly Mackim / Shirlee Warner | 3 epizód                                 |
| 1978      | Having Babies III                                                  | Leslee Wexler                                 | tévéfilm                                 |
| 1978      | A Family Upside Down                                               | Wendy                                         | tévéfilm                                 |
| 1979      | Women in White                                                     | Cathy Payson                                  | tévéfilm                                 |
| 1979      | Hanging by a Thread                                                | Sue Grainger                                  | tévéfilm                                 |
| 1979      | Before and After                                                   | Carole Matthews                               | tévéfilm                                 |
| 1979      | The Miracle Worker                                                 | Anne Sullivan                                 | tévéfilm                                 |
| 1980      | The Women's Room                                                   | Lily                                          | tévéfilm                                 |
| 1980      | Mom, the Wolfman and Me                                            | Deborah Bergman                               | tévéfilm                                 |
| 1980      | A babyszitter (The Babysitter)                                     | Liz Benedict                                  | tévéfilm, magyar hangja: Győry Franciska |
| 1981      | Girl on the Edge of Town                                           | Martha Swenson                                | tévéfilm                                 |
| 1981      | The Violation of Sarah McDavid                                     | Sarah McDavid                                 | tévéfilm                                 |
| 1981      | Please Don't Hit Me, Mom                                           | Barbara Reynolds                              | tévéfilm                                 |
| 1982      | Something So Right                                                 | Jeanne Bosnick                                | tévéfilm                                 |
| 1982–83   | It Takes Two                                                       | Molly Quinn                                   | 22 epizód                                |
| 1983      | September Gun                                                      | Dulcina nővér                                 | tévéfilm                                 |
| 1984      | Best Kept Secrets                                                  | Laura Dietz                                   | tévéfilm                                 |
| 1984      | George Washington                                                  | Martha Washington                             | 3 epizód                                 |
| 1985      | Hotel                                                              | Gayla Erikson                                 | 1 epizód                                 |
| 1985      | Hail to the Chief                                                  | Julia Mansfield                               | 7 epizód                                 |
| 1986      | A Time to Triumph                                                  | Concetta Hassan                               | tévéfilm                                 |
| 1986      | George Washington II: The Forging of a Nation                      | Martha Washington                             | tévéfilm                                 |
| 1987      | It's a Living                                                      | önmaga                                        | 1 epizód                                 |
| 1987      | Fight for Life                                                     | Shirley Abrams                                | tévéfilm                                 |
| 1987      | J.J. Starbuck                                                      | Verna McKidden                                | 1 epizód                                 |
| 1987      | Karen's Song                                                       | Karen Matthews                                | 13 epizód                                |
| 1988      | Perry Mason: The Case of the Avenging Ace                          | Althea Sloan                                  | tévéfilm                                 |
| 1988      | Fatal Judgement                                                    | Anne Capute                                   | tévéfilm                                 |
| 1989      | Amityville Horror: The Evil Escapes                                | Nancy Evans                                   | tévéfilm                                 |
| 1989      | The Rescue of Jessica McClure                                      | Carolyn Henry                                 | tévéfilm                                 |
| 1990      | Call Me Anna                                                       | Anna Marie Duke                               | tévéfilm                                 |
| 1990      | Always Remember I Love You                                         | Ruth Monroe                                   | tévéfilm                                 |
| 1991      | Absolute Strangers                                                 | Ray bírónő                                    | tévéfilm                                 |
| 1991      | Torkelsonék (The Torkelsons)                                       | Catharine Jeffers                             | 1 epizód                                 |
| 1991–92   | Prince Valiant                                                     | Lady Morgana hangja                           | 3 epizód                                 |
| 1992      | Last Wish                                                          | Betty Rollin                                  | tévéfilm                                 |
| 1992      | Grave Secrets: The Legacy of Hilltop Drive                         | Jean Williams                                 | tévéfilm                                 |
| 1992      | A Killer Among Friends                                             | Jean Monroe                                   | tévéfilm                                 |
| 1993      | Family of Strangers                                                | Beth Thompson                                 | tévéfilm                                 |
| 1993      | No Child of Mine                                                   | Lucille Jenkins                               | tévéfilm                                 |
| 1993      | A Matter of Justice                                                | Mary Brown                                    | tévéfilm                                 |
| 1994      | One Woman's Courage                                                | Grace McKenna                                 | tévéfilm                                 |
| 1994      | Cries from the Heart                                               | Terry                                         | tévéfilm                                 |
| 1995      | Amazing Grace                                                      | Hannah Miller                                 | 6 epizód                                 |
| 1995      | When the Vows Break                                                | Barbara Parker                                | tévéfilm                                 |
| 1996      | Race Against Time: The Search for Sarah                            | Natalie Porter                                | tévéfilm                                 |
| 1996      | Harvest of Fire                                                    | Annie Beiler                                  | tévéfilm                                 |
| 1996      | To Face Her Past                                                   | Beth Bradfield                                | tévéfilm                                 |
| 1997      | Frasier – A dumagép (Frasier)                                      | Alice hangja                                  | 1 epizód                                 |
| 1997      | A Christmas Memory                                                 | Sook                                          | tévéfilm                                 |
| 1998      | The Disappearing Act                                               | Faye Dolan                                    | tévéfilm                                 |
| 1998–2003 | Angyali érintés (Touched by an Angel)                              | Jean / Nancy Williams                         | 3 epizód                                 |
| 1999      | The Patty Duke Show: Still Rockin' in Brooklyn Heights             | Patty Lane / Cathy Lane MacAllister           | tévéfilm                                 |
| 1999      | Csodák ideje (A Season for Miracles)                               | Angel                                         | tévéfilm, magyar hangja: Zsurzs Kati     |
| 2000      | Csoda a hegyen (Miracle on the Mountain: The Kincaid Family Story) | Anne Kincaid                                  | tévéfilm, magyar hangja: Vándor Éva      |
| 2000      | Love Lessons                                                       | Sunny Andrews                                 | tévéfilm                                 |
| 2001      | Family Law                                                         | Sylvia Formenti bírónő                        | 1 epizód                                 |
| 2001      | First Years                                                        | Evelyn Harrison                               | 1 epizód                                 |
| 2002      | A kis John (Little John)                                           | Sylvia                                        | tévéfilm                                 |
| 2004      | Judging Amy                                                        | Valerie Bing                                  | 1 epizód                                 |
| 2004      | Kísértő igazság (Murder Without Conviction)                        | Josepha anya                                  | tévéfilm, magyar hangja: Bókai Mária     |
| 2006      | Szerelmem a szomszédom (Falling in Love with the Girl Next Door)   | Bridget Connolly                              | tévéfilm, magyar hangja: Andresz Kati    |
| 2009      | Baba, bába, szerelem (Love Finds a Home)                           | Mary                                          | tévéfilm                                 |
| 2009      | Throwing Stones                                                    | Patti Thom                                    | tévéfilm                                 |
| 2010      | Imák mindhiába (Unanswered Prayers)                                | Irene                                         | tévéfilm                                 |
| 2011      | The Protector                                                      | Beverly                                       | 2 epizód                                 |
| 2011      | Hawaii Five-0                                                      | Sylvia Spencer                                | 1 epizód                                 |
| 2012      | Drop Dead Diva                                                     | Rita Curtis                                   | 1 epizód                                 |
| 2013      | Glee – Sztárok leszünk! (Glee)                                     | Jan                                           | 1 epizód                                 |
| 2015      | Liv és Maddie (Liv and Maddie)                                     | Janice nagymama / Hillary üknagynéni          | 1 epizód                                 |

## Fontosabb díjak és jelölések
| Esemény               | Cím                      | Díj                                                                         | Eredmény |
| --------------------- | ------------------------ | --------------------------------------------------------------------------- | -------- |
| 20. Golden Globe-gála | A csodatevő              | Legjobb női mellékszereplő                                                  | Jelölve  |
| 20. Golden Globe-gála | A csodatevő              | Az év színésznő felfedezettje (megosztva Sue Lyonnal és Rita Tushinghammel) | Elnyerte |
| 35. Oscar-gála        | A csodatevő              | Legjobb női mellékszereplő                                                  | Elnyerte |
| 23. Golden Globe-gála | The Patty Duke Show      | Legjobb női főszereplő (drámasorozat)                                       | Jelölve  |
| 1964-es Emmy-gála     | The Patty Duke Show      | Legjobb női főszereplő (drámasorozat)                                       | Jelölve  |
| 27. Golden Globe-gála | Én, Natalie              | Legjobb női főszereplő (vígjáték)                                           | Elnyerte |
| 1970-es Emmy-gála     | Az én édes Charliem      | Legjobb női főszereplő (minisorozat vagy tévéfilm)                          | Elnyerte |
| 1977-es Emmy-gála     | Captain and the Kings    | Legjobb női főszereplő (minisorozat vagy tévéfilm)                          | Elnyerte |
| 1978-as Emmy-gála     | A Family Upside Down     | Legjobb mellékszereplő (minisorozat vagy tévéfilm)                          | Jelölve  |
| 1978-as Emmy-gála     | Having Babies III        | Legjobb vendégszínésznő                                                     | Jelölve  |
| 1980-as Emmy-gála     | The Miracle Worker       | Legjobb női főszereplő (minisorozat vagy tévéfilm)                          | Elnyerte |
| 1981-es Emmy-gála     | Girl on the Edge of Town | Legjobb színészi teljesítmény gyerekműsorban                                | Jelölve  |
| 1981-es Emmy-gála     | The Women's Room         | Legjobb mellékszereplő (minisorozat vagy tévéfilm)                          | Jelölve  |
| 1984-es Emmy-gála     | George Washington        | Legjobb mellékszereplő (minisorozat vagy tévéfilm)                          | Jelölve  |